# Litijum superoksid
Litijum superoksid je nestabilna neorganska so sa formulom LiO
2. Radikalno jedinjenje, može se proizvesti na niskoj temperaturi u eksperimentima matrične izolacije ili u određenim nepolarnim, neprotonskim rastvaračima. Litijum superoksid je takođe prolazna vrsta tokom redukcije kiseonika u litijum-vazdušnoj galvanskoj ćeliji i služi kao glavno ograničenje mogućih rastvarača za takvu bateriju. Iz tog razloga je temeljno istražen korišćenjem raznih metoda, kako teoretskih, tako i spektroskopskih.

## Struktura
Molekul LiO
2 je pogrešan naziv: veze između litijuma i kiseonika su visoko jonske, sa skoro potpunim prenosom elektrona. Konstanta sile između dva atoma kiseonika odgovara konstantama izmerenim za superoksid anjon (O−
2) u drugim kontekstima. Dužina O-O veze je utvrđena da je 1,34 Å. Korišćenjem jednostavne optimizacije kristalne strukture, izračunato je da Li-O veza iznosi približno 2,10 Å.
Bilo je dosta studija o klasterima formiranim od LiO
2 molekula. Utvrđeno je da je najčešći dimer kavezni izomer. Drugi iza njega je singletna bipiramidalna struktura. Studije su takođe rađene na kompleksu stolice i planarnom prstenu, ali su ova dva manje povoljna, mada ne nužno i nemoguća.

## Proizvodnja i reakcije
Litijum superoksid je izuzetno reaktivan zbog neparnog broja elektrona prisutnih u π* molekularnoj orbitali superoksidnog anjona. Tehnike izolacije matrice mogu da proizvedu čiste uzorke jedinjenja, ali oni su stabilni samo na 15-40 K.
Na višim (ali još uvek kriogenim) temperaturama, litijum superoksid se može proizvesti ozoniranjem litijum peroksida (Li
2O
2) u freonu 12:
Li
2O
2(f
12) + 2 O
3(g) → 2 LiO
2(f
12) + 2 O
2(g)
Dobijeni proizvod je stabilan samo do -35 °C.
Alternativno, litijum elektrid rastvoren u bezvodnom amonijaku će redukovati gas kiseonika da bi se dobio isti proizvod:
[Li+
][e−
](am) + O
2(g) → [Li+
][O−
2](am)
Litijum superoksid je, međutim, metastabilan samo u amonijaku, postepeno oksidirajući rastvarač u vodu i gasoviti azot:
2 O−
2 + 2 NH
3 → N
2 + 2 H
2O + 2 OH−

Za razliku od drugih poznatih razlaganja LiO
2, ova reakcija zaobilazi litijum peroksid.